# UFC Fight Night: Maia vs. Shields
UFC Fight Night: Maia vs. Shields (ou UFC Fight Night 29) é um evento de artes marciais mistas promovido pelo Ultimate Fighting Championship, é esperado para ocorrer em 9 de outubro de 2013 no Ginásio José Corrêa em Barueri, São Paulo. O evento será transmitido nos Estados Unidos na Fox Sports 1.

## Background
O evento principal será a luta entre os meio médios Demian Maia e Jake Shields.
Rony Jason era esperado para enfrentar Jeremy Stephens no evento, porém uma hérnia lombar o forçou a deixar o combate. Um dia após o ocorrido, Stephens também se lesionou e também foi retirado do card.
O evento era esperado para contar com a luta entre os Penas Rodrigo Damm e Hacran Dias, porém, dias antes do evento Damm teve que se retirar da luta com pedras nos rins.

## Bônus da Noite
- Nocaute da Noite (Knockout of The Night):  Dong Hyun Kim
- Luta da Noite (Fight of The Night):  Raphael Assunção vs.  T.J. Dillashaw
- Finalização da Noite (Submission of The Night): Não Teve Este Bônus Neste Evento